# ماريوس ادامونيس
ماريوس ادامونيس (13 مايو 1997 ببانيفيزيس في ليتوانيا - ) هو لاعب كرة قدم ليتواني في مركز حراسة المرمى. لعب مع نادي بورنموث.

## وصلات خارجية
- ماريوس ادامونيس على موقع الاتحاد الدولي (مؤرشف)  (الإنجليزية)
- ماريوس ادامونيس على موقع الاتحاد الأوربي (الإنجليزية)
- ماريوس ادامونيس على موقع قاعدة بيانات كرة القدم.إي يو (الإنجليزية)
- ماريوس ادامونيس على موقع بيانات كرة القدم. دي إي (الألمانية)
- ماريوس ادامونيس على موقع ليكيب (الفرنسية)
- ماريوس ادامونيس على موقع Soccerbase.com (لاعب) (الإنجليزية)
- ماريوس ادامونيس على موقع Soccerway.com (الإنجليزية)
- ماريوس ادامونيس على موقع عالم كرة القدم.نت (الإنجليزية)